# Fuyumi Ono
Fuyumi Ono (小野 不由美, ONO Fuyumi, * 24. Dezember 1960 in Nakatsu auf der Insel Kyūshū) ist eine japanische Schriftstellerin, die vor allem für ihre Romane Die zwölf Königreiche (十二国記, „Jūni Kokuki“) bekannt ist. Diese Romane wurden zu einer populären Anime-Serie adaptiert.

## Leben
Ono schloss ihr Studium der Buddhistik an der Universität Ōtani (Kyōto) ab und wurde 1988 vom Verlag Kōdansha angestellt. Ihr Debütroman trägt den Titel Sleepless on Birthday Eve (バースデイ・イブは眠れない, bāsudei ibu wa nemurenai). Ono ist mit dem Autor von Kriminalromanen Naoyuki Uchida verheiratet, der unter dem Pseudonym Yukito Ayatsuji schreibt.
Dieser ist als Autor des Horrorromans Another bekannt. Seit ihrer Heirat heißt sie Uchida Fuyumi, aber sie schreibt weiter unter ihrem Mädchennamen.
Bevor sie mit der Arbeit an Die zwölf Königreiche begann, schrieb Fuyumi Ono The Demonic Child (魔性の子, Mashō no Ko), einen Horrorroman über einen Jungen aus einer anderen Welt. Später arbeitete sie bestimmte Ereignisse aus diesem Roman in die Serie Zwölf Königreiche ein. Zu den Kurzgeschichten, die in den verschiedenen Königreichen spielen, gehören: Kasho (華胥), Toei (冬栄), Shokan (書簡), Kizan (帰山) und Jogetsu (乗月). Im Februar 2008 wurde eine neue Kurzgeschichte der Zwölf Königreiche, „Hisho no Tori“ (丕緒の鳥), in der Zeitschrift Yomyom von Shinchosha veröffentlicht.
Am 18. März 2007 sagte sie in einem Interview beim Anime News Network, sie schreibe derzeit eine Mädchen-Horror-Serie um, die (sie) vor langer Zeit geschrieben habe.

## Werke

### Evil-Spirit-Serie
- There are lots of Evil Spirits?! (悪霊がいっぱい!?) 1989, ISBN 978-4-06-190311-1.
- There are really lots of Evil Spirits! (悪霊がホントにいっぱい!), 1989, ISBN 978-4-06-190365-4.
- Too many Evil Spirits to sleep (悪霊がいっぱいで眠れない), 1990, ISBN 978-4-06-190417-0.
- A lonely Evil Spirit (悪霊はひとりぼっち) 1990, ISBN 978-4-06-190485-9.
- I Don’t Want to Become an Evil Spirit! (悪霊になりたくない!), 1991, ISBN 978-4-06-190594-8.
- Don’t Call me an Evil Spirit (悪霊とよばないで), 1991, ISBN 978-4-06-198575-9.
- I don’t mind Evil Spirits 1 (悪霊だってヘイキ! 〈上〉), 1992, ISBN 978-4-06-198696-1.
- I don’t mind Evil Spirits 2 (悪霊だってヘイキ! 〈下〉), 1992, ISBN 978-4-06-198697-8.

### Ghost-Hunt-Serie
Ghost Hunt Series (ゴースト・ハントシリーズ) ist eine Fortsetzung der Evil-Spirit-Serie in anderem Rahmen.
- Nightmare Dwelling 1 (悪夢の棲む家(上)), 1994, Kodansha, ISBN 978-4-06-255156-4.
- Nightmare Dwelling 2 (悪夢の棲む家(下)), 1994, Kodansha, ISBN 978-4-06-255164-9.

### The-Twelve-Kingdoms-Serie
- Shadow of the Moon, Sea of the Shadow (月の影 影の海). 1992, ISBN 4-06-255071-7. US Publication: 3/2007, Tokyo Pop, ISBN 1-59816-946-7 als The Twelve Kingdoms: Sea of Shadow (Deutsch 2007, ISBN 978-3-86719-191-3).
- Sea of the Wind, Shore of the Labyrinth (風の海 迷宮の岸). 1993, ISBN 4-06-255114-4. US Publication: 3/2008, Tokyo Pop, ISBN 978-1-59816-947-8 as The Twelve Kingdoms: Sea of Wind (Deutsch 2008, ISBN 978-3-86719-192-0).
- Sea God of the East, Vast Sea of the West (東の海神 西の滄海). 1994, ISBN 4-06-255168-3. US Publication: 3/2009, Tokyo Pop, ISBN 978-1-59816-948-5 as The Twelve Kingdoms: The Vast Spread of the Seas (Deutsch 2009, ISBN 978-3-86719-193-7).
- A Thousand Miles of Wind, the Sky of Dawn (風の万里 黎明の空). 1994, ISBN 4-06-255175-6. US Publication: 3/2010, Tokyo Pop, ISBN 978-1-59816-949-2 as The Twelve Kingdoms: Skies of Dawn (Deutsch 2010, ISBN 978-3-86719-194-4).

### SHI-KI-Serie (屍鬼)
auf Deutsch bei Egmont Manga erschienen:
- Band 1 ISBN 978-3-7704-8031-9
- Band 2 ISBN 978-3-7704-8032-6
- Band 3 ISBN 978-3-7704-8033-3
- Band 4 ISBN 978-3-7704-8116-3
- Band 5 ISBN 978-3-7704-8117-0
- Band 6 ISBN 978-3-7704-8118-7
- Band 7 ISBN 978-3-7704-8211-5
- Band 8 ISBN 978-3-7704-8212-2
- Band 9 ISBN 978-3-7704-8213-9
- Band 10 ISBN 978-3-7704-8344-0

### Andere Romane (Auswahl)
- Mephisto and Waltz! (メフィストとワルツ!) 1988, Kodansha, ISBN 978-4-06-190249-7, Continuation of Can’t Sleep on Birthday Eve.
- Evil Spirits Aren’t Scary (悪霊なんかこわくない), 1989, Kodansha, ISBN 978-4-06-190257-2.
- Demon’s Child (魔性の子 „Mashō no Ko“), 1991, Shinchosha, ISBN 4-10-124021-3. Loosely associated with the 12 Kingdom Series.
- 17 Springs Passed (過ぎる十七の春 Sugiru Jūshichi no Haru), 1995, Kodansha, ISBN 978-4-06-255201-1, an adaptation of Charmed 17 year old.
- Home, Green Home (緑の我が家 Home、Green Home), 1997, Kodansha, ISBN 978-4-06-255294-3、an adaptation of Green Home Spirits.
- Strange Tōkei Tales (東亰異聞 – Tōkei Ibun) (runner-up for the 1993 Japan Fantasy Novel Award), 1994, Shinchosha, ISBN 978-4-10-124022-0.
- Aspired Wings (図南の翼), 1996, Kodansha, ISBN 4-06-255229-9
- Shiki (屍鬼, literally Corpse Demon) 1998, Shinchosha, ISBN 978-4-10-397002-6.
- Island of the Black Shrine (黒祠の島), 2001, Shodensha, ISBN 978-4-396-33164-1.
- Shore at Dusk, Sky at Dawn (黄昏の岸 暁の天), 2001, Kodansha, ISBN 4-06-255546-8.
- Kashou’s Dream (華胥の幽夢), 2001, Kodansha, ISBN 4-06-255573-5.
- Kura no Kami (くらのかみ), 2003, Kodansha, ISBN 978-4-06-270564-6.
- Zan’e (残穢), 2012, Shinchosha, ISBN 978-4-10-397004-0.

### Kurzgeschichtensammlung
- Ghost Stories Storybook (鬼談百景), Sammlung der in einer Serie des Magazins Yuu seit 2000 veröffentlichten Erzählungen in einem Sammelband, der 2012 veröffentlicht wurde